# Хіліуць (Фалештський район)
Хіліуць (рум. Hiliuți) — село у Фалештському районі Молдови. Адміністративний центр однойменної комуни, до складу якої також входить село Реуцелул-Ноу.

## Населення
За даними перепису населення 2004 року у селі проживали 2037 осіб.
Національний склад населення села:
| Національність       | Кількість осіб | Відсоток |
| -------------------- | -------------- | -------- |
| молдавани            | 1976           | 97,0%    |
| українці             | 43             | 2,1%     |
| росіяни              | 16             | 0,8%     |
| поляки               | 1              | < 0,1%   |
| інша / без відповіді | 1              | < 0,1%   |
| Всього               | 2037           | 100%     |